# 118
Évszázadok: 1. század – 2. század – 3. század
Évtizedek: 60-as évek – 70-es évek – 80-as évek – 90-es évek – 100-as évek – 110-es évek – 120-as évek – 130-as évek – 140-es évek – 150-es évek – 160-as évek
Évek: 113 – 114 – 115 – 116 –  117 – 118 – 119 – 120 – 121 – 122 – 123

## Események

### Római Birodalom
- Hadrianus császárt (helyettese júliustól L. Pomponius Bassus) és Cnaeus Pedanius Fuscus Salinatort (helyettese Bellicius Tebanianus, C. Ummidius Quadratus és T. Sabinius Barbarus) választják consulnak.
- Hadrianus leváltja Júdea kormányzóját, a Kitosz felkelést leverő Lusius Quietust és három másik tekintélyes szenátorral (Lucius Publilius Celsus, Aulus Cornelius Palma Frontonianus és Caius Avidius Nigrinus) együtt összeesküvéssel vádolja és tárgyalás nélkül kivégezteti őket. Önkényes akciója igen feszültté teszi a szenátussal való viszonyát.
- A jazigok és roxolán szövetségeseik betörnek Pannoniába és Moesia Inferior-ba. Hadrianus szétszedeti a Traianus által a Dunán épített hidat, hogy megakadályozza a barbárok továbbjutását. Az ellentámadása során Hadrianus legyőzi a nomádokat, a könnyebben védhető határok érdekében mégis visszaszolgáltat a roxolánoknak bizonyos, Traianus által annektált területet a Délkeleti-Kárpátokon túl és fizet a királyuknak a békéért.

## Kína
- Egy sír belső falfestményein először ábrázolnak talicskát.

## Halálozások
- Lusius Quietus, római hadvezér és politikus
- Lucius Publilius Celsus, római politikus
- Aulus Cornelius Palma Frontonianus, római politikus
- Caius Avidius Nigrinus, római politikus

## Fordítás
- Ez a szócikk részben vagy egészben  az   AD 118 című angol Wikipédia-szócikk ezen változatának fordításán alapul.  Az eredeti cikk szerkesztőit annak laptörténete sorolja fel. Ez a jelzés csupán a megfogalmazás eredetét és a szerzői jogokat jelzi, nem szolgál a cikkben szereplő információk forrásmegjelöléseként.